# Xenobiotikum
Xenobiotikum (z řeckého xenos – cizí, bios – život) je cizorodá chemická látka vyskytující se v organismu. 
Je to látka, která se v organismu přirozeně nevyskytuje nebo může být v organismu přítomna, ale vyskytne se v nepřirozeném, a proto škodlivém množství.
Jedná se většinou o hydrofilní, ionizovatelné (kromě steroidů, mastných kyselin apod.) látky.[zdroj?]  Xenobiotika jsou většinou lipofilní látky, které jsou biotransformacemi měněny na látky hydrofilní.[zdroj?]